# Lucile Watson
Pour les articles homonymes, voir Watson.
Lucile Watson est une actrice américaine d’origine canadienne née à Québec 27 mai 1879 et morte à New York le 24 juin 1962, qui sera surnommée la « reine des douairières » en raison de ses nombreux rôles de mères, tantes ou grand-mères qu’elle tint au cinéma. L’un d'eux lui vaudra une nomination à l’Oscar du « Meilleur second rôle féminin » en 1943, celui de la mère de Bette Davis dans Quand le jour viendra (Watch on the Rhine). Parmi ses autres films, citons : What Every Woman Knows (1934), Trois jeunes filles à la page (Three smarts girls) (1936), La Famille sans-souci (The Young In Heart) (1938), La Valse dans l'ombre (Waterloo Bridge) (1940), Le Grand Mensonge (The Great lie) (1941), Demain viendra toujours (Tomorrow Is Forever) (1946), Les Quatre Filles du docteur March (Little Women - 1949) et Mon passé défendu (My Forbidden Past) (1951).

## Carrière de théâtre
Ne voyant pas de possibilité de carrière assez grande au Québec, elle quitte sa ville natale pour étudier au American Academy of Dramatic Arts à New York. À 23 ans, elle monte sur les planches de Broadway où elle restera pendant 20 ans.

## Filmographie partielle
- 1934 : What Every Woman Knows de Gregory La Cava
- 1935 : Monseigneur le détective (The Bishop Misbehaves) de Ewald André Dupont
- 1936 : Le Jardin d'Allah (The Garden of Allah) de Richard Boleslawski
- 1936 : Trois Jeunes Filles à la page (Three smarts girls) de Henry Koster
- 1938 : La Famille sans-souci (The Young in Heart) de Richard Wallace
- 1939 : Le Lien sacré (Made for Each Other) de John Cromwell
- 1940 : La Valse dans l'ombre (Waterloo Bridge) de Mervyn LeRoy
- 1940 : Florian d'Edwin L. Marin
- 1941 : Le Grand Mensonge (The Great lie) de Edmund Goulding
- 1941 : Joies matrimoniales (Mr. and Mrs. Smith) de Alfred Hitchcock
- 1941 : Des pas dans la nuit (Footsteps in the Dark) de Lloyd Bacon
- 1941 : Une épouse modèle (Model Wife) de Leigh Jason
- 1941 : La Proie du mort (Rage in Heaven) de W. S. Van Dyke et Robert B. Sinclair
- 1943 : Quand le jour viendra (Watch on the Rhine) de Herman Shumlin
- 1944 : Saboteur sans gloire (Uncertain Glory) de Raoul Walsh
- 1945 : L'introuvable rentre chez lui (The Thin Man Goes Home) de Richard Thorpe
- 1946 : Le Droit d'aimer (My Reputation) de Curtis Bernhardt
- 1946 : Demain viendra toujours (Tomorrow Is Forever) de Irving Pichel
- 1946 : Mélodie du Sud (Song of the South) de Studios Disney
- 1946 : Ne dites jamais adieu (Never Say Goodbye) de James V. Kern
- 1947 : Le Crime de madame Lexton (Ivy) de Sam Wood
- 1948 : La Belle imprudente (Julia Misbehaves) de Jack Conway
- 1948 : Scandale en première page (That Wonderful Urge) de Robert B. Sinclair
- 1949 : Si ma moitié savait ça (Everybody Does It) de Edmund Goulding
- 1950 : La Perfide (Harriet Craig) de Vincent Sherman
- 1950 : Maman est à la page (Let's Dance) de Norman Z. McLeod
- 1951 : Mon passé défendu (My Forbidden Past) de Robert Stevenson